# بوليارنيي زوري
بوليارنيي زوري (بالروسية: Полярные Зори) هي إحدى مدن روسيا في الكيان الفدرالي الروسي مورمانسك أوبلاست.